# Türkistan
Türkistan (kasachisch Түркістан, russisch Туркестан Turkestan, usbekisch Turkiston), historischer Name Yasi (arabisch-persisch يسى, DMG Yasī), ist eine Stadt in Kasachstan. Sie befindet sich im Süden des Landes am Fuße des Qaratau, einem Ausläufer des Tianshan rund 160 Kilometer nördlich von Schymkent. Sie ist das Verwaltungszentrum und mit 237.503 Einwohnern (Stand 1. Januar 2025) zugleich größte Stadt des Gebietes Türkistan.
Türkistan ist eine der ältesten Städte Kasachstans. Im Mittelalter war die Stadt ein Zentrum des Karawanenhandels und im 12. Jahrhundert wurde der Ort zu einem kulturellen und religiösen Zentrum der Region, was die Stadt vor allem Hodscha Ahmed Yesevi zu verdanken hatte. Im 16. Jahrhundert wählten die kasachischen Herrscher den Ort als Hauptstadt ihres Khanats. Während des Kasachisch-Dschungarischen Krieges wurde ein Großteil des historischen Türkistan zerstört und im Zuge der russischen Eroberung Zentralasiens gehörte der Ort ab 1864 zum Russischen Reich. Heute ist die Stadt ein bedeutendes touristisches Zentrum des Landes, vor allem wegen der zahlreichen Mausoleen, die sich in der Stadt und der Umgebung befinden. Das Bekannteste davon ist das Mausoleum von Hodscha Ahmad Yasawi, das seit 2003 zum Weltkulturerbe der UNESCO gehört.
Der Türkische Rat hatte in der Sitzung vom 31. März 2021 Türkistan zur spirituellen Hauptstadt der türkischen Welt erklärt.

## Namensherkunft
Die Stadt heißt heute Türkistan (von persisch تركستان, DMG Turkistān, ‚Land der Türken‘, auch „Ort der Türken“), gegründet wurde sie jedoch unter dem Namen Yasi. Eine weitere persische Bezeichnung, حضرت ترکستان, DMG Ḥażrat-i Turkistān, bezieht sich auf „den Heiligen [der Stadt] Turkestans“; auch die Alternativbezeichnung „Gesegnete Stadt Turkestans“ ist gebräuchlich.

## Geographie

### Geographische Lage

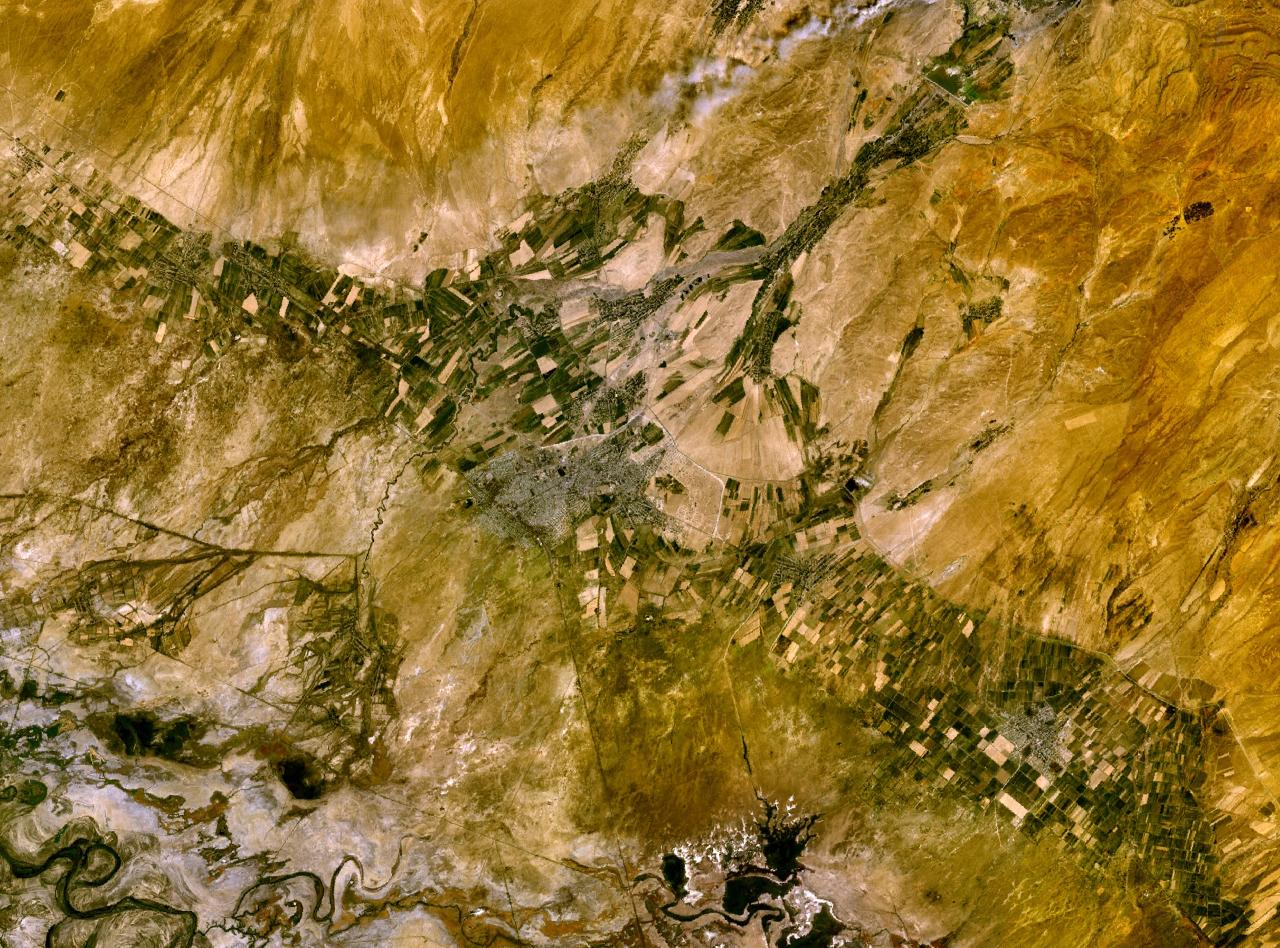
Satellitenaufnahme von Türkistan

Türkistan liegt im Süden Kasachstans und ist Verwaltungszentrum des gleichnamigen Gebietes. Nördlich der Stadt ragt der Qaratau, ein nordwestlicher Ausläufer des Tianshan auf. Im Süden durchfließt der Syrdarja die Region. Der Ort liegt rund 160 Kilometer nördlich von Schymkent und 240 Kilometer nördlich der usbekischen Hauptstadt Taschkent.

### Klima
Türkistan weist ein semiarides Steppenklima auf, was der effektiven Klimaklassifikation Bsk entspricht. Die Sommer sind sehr heiß und sehr trocken mit einer durchschnittlichen Temperatur von über 25 °C. Die kurzen Winter sind relativ mild und bei weitem nicht von derart tiefen Temperaturen geprägt, wie es in den Steppenregionen Nordkasachstans der Fall ist. Die jährliche Niederschlagsmenge beträgt nur rund 200 mm, wobei der meiste Niederschlag im Frühling auftritt. Die Sommer in Türkistan sind extrem niederschlagsarm. Die tiefste jemals gemessene Temperatur betrug −38,6 °C (11. Februar 1969), der höchste Temperaturwert betrug 47,9 °C und wurde am 30. Juli 1983 gemessen.
|                        | Jan  | Feb  | Mär  | Apr  | Mai  | Jun  | Jul  | Aug  | Sep  | Okt  | Nov  | Dez  |   |      |
| Mittl. Temperatur (°C) | −3,1 | −0,3 | 6,5  | 14,8 | 21   | 26,8 | 28,7 | 26,9 | 20,3 | 12   | 4,5  | −1,7 | ⌀ | 13,1 |
| Mittl. Tagesmax. (°C)  | 1,6  | 5,3  | 13,5 | 21,8 | 28,3 | 34,3 | 36,3 | 35,0 | 28,8 | 20,3 | 11,4 | 3,3  | ⌀ | 20,1 |
| Mittl. Tagesmin. (°C)  | −7,2 | −4,6 | 1,2  | 8,1  | 13,5 | 18,2 | 20,2 | 18,2 | 11,7 | 4,3  | −0,4 | −5,7 | ⌀ | 6,5  |
|                        |      |      |      |      |      |      |      |      |      |      |      |      |   |      |
| Niederschlag (mm)      | 22   | 26   | 28   | 23   | 24   | 5    | 6    | 3    | 3    | 10   | 26   | 27   | Σ | 203  |
|                        |      |      |      |      |      |      |      |      |      |      |      |      |   |      |
| Sonnenstunden (h/d)    | 4,5  | 5,5  | 6,4  | 8,2  | 10,9 | 12,7 | 12,9 | 12,4 | 12,5 | 8    | 5,6  | 3,9  | ⌀ | 8,6  |
|                        |      |      |      |      |      |      |      |      |      |      |      |      |   |      |
| Regentage (d)          | 5    | 6    | 8    | 8    | 7    | 4    | 3    | 1    | 2    | 4    | 7    | 5    | Σ | 60   |
|                        |      |      |      |      |      |      |      |      |      |      |      |      |   |      |
| Luftfeuchtigkeit (%)   | 79   | 73   | 63   | 50   | 43   | 33   | 34   | 32   | 36   | 51   | 69   | 79   | ⌀ | 53,4 |

| −7,2 |

| −4,6 |

| 1,2 |

| 8,1 |

| 13,5 |

| 18,2 |

| 20,2 |

| 18,2 |

| 11,7 |

| 4,3 |

| −0,4 |

| −5,7 |

| −7,2 |

| −4,6 |

| 1,2 |

| 8,1 |

| 13,5 |

| 18,2 |

| 20,2 |

| 18,2 |

| 11,7 |

| 4,3 |

| −0,4 |

| −5,7 |

## Geschichte

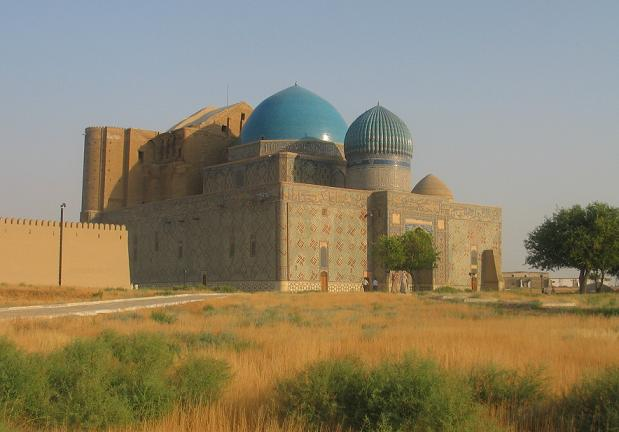
Das Mausoleum von Hodscha Ahmad Yasawi gehört heute zum Weltkulturerbe der UNESCO

Erste Siedlungsspuren stammen aus dem 7. Jahrhundert. Türkistan war wohl bereits ein wichtiges Handels- und religiöses Zentrum vor dem Auftreten von Chodscha Ahmed Yasawi, einem Sufi-Scheich, der etwa 1103 in Sayram geboren wurde. Yasavi widmete sich im Alter von etwa 61 Jahren der Meditation – der Legende nach verbrachte er weitere 61 Jahre in Isolation und Meditation unter der Erde. Sein kleines Grabmal wurde schon damals zum Pilgerzentrum, bevor in den 1390er Jahren Timur Lenk das Yasavi-Mausoleum errichtete, das bis heute als eines der bedeutendsten Bauwerke Kasachstans gilt. Bevor das Mausoleum fertiggestellt werden konnte, starb Timur. Die Architekten verließen Türkistan in Richtung Samarqand und Buxoro (Buchara). An der Eingangsfassade sind noch heute die alten Baugerüste sichtbar; die Fliesen fehlen. Dennoch ist Türkistan heute das wichtigste Pilgerzentrum Kasachstans. Man sagt, drei Pilgerreisen in diese Stadt seien äquivalent zur Haddsch nach Mekka.
Trotz alledem war die Stadt als reine Grenzstadt zwischen den persisch-islamischen Gebieten des Südens und den turko-mongolischen Steppengebieten des Nordens angelegt worden.
In der Zeit zwischen dem 15. und 19. Jahrhundert galt die Stadt als Hauptort des Kasachen-Khanates und füllte damit den Status einer kasachischen Hauptstadt aus. Die Stadt unterstand überwiegend den Khanaten des Südens und fiel 1863 an Russisch-Turkestan. Sie wurde Teil des Generalgouvernements Turkestan des deutschstämmigen russischen Generals Konstantin Petrowitsch (von) Kaufmann und gehörte zur Oblast Syrdarja.
Mit dem Zusammenbruch des Russischen Reiches (1917/18) war die Stadt Teil der kurzlebigen Autonomen SSR Turkestan, bevor sie 1924 in das Kasak-Kirgisische Gebiet und ab 1936 in die neu gegründete SSR Kasachstan eingegliedert wurde.
Nach der Auflösung der Sowjetunion wurde zwischen dem nun unabhängigen Kasachstan und der Türkei 1990/91 beschlossen, in Türkistan eine kasachisch-türkische Moschee nebst Koranschule zu errichten. Mit der Ahmed-Yesevi-Universität wurde eine kasachisch-türkische Universität gegründet.
Seit dem 19. Juni 2018 ist Türkistan Hauptstadt und Namensgeberin des gleichnamigen Gebiets, das vorher „Südkasachstan“ hieß und Schymkent als Hauptstadt hatte.

## Bevölkerung
| Jahr  | Einwohner |
| ----- | --------- |
| 1897¹ | 11.253    |
| 1959¹ | 38.152    |
| 1970¹ | 53.965    |
| 1979¹ | 66.741    |
| 1989¹ | 78.285    |
| 1999¹ | 85.613    |

| Jahr  | Einwohner |
| ----- | --------- |
| 2004  | 86.855    |
| 2005  | 88.054    |
| 2006  | 90.315    |
| 2007  | 93.256    |
| 2008  | 115.528   |
| 2009¹ | 142.899   |

| Jahr | Einwohner |
| ---- | --------- |
| 2010 | 146.231   |
| 2011 | 148.554   |
| 2012 | 150.595   |
| 2013 | 153.028   |
| 2014 | 155.552   |
| 2015 | 157.765   |

| Jahr | Einwohner |
| ---- | --------- |
| 2016 | 159.632   |
| 2017 | 159.953   |
| 2018 | 161.251   |
| 2019 | 164.963   |
| 2020 | 171.934   |

¹ Volkszählungsergebnis

## Politik

### Bürgermeister
Nachfolgend die Bürgermeister der Stadt seit 1992:
| - Baqtijar Qadyrbekow (1992–1993) - Qalen Tatibajew (1993) - Sultanbek Sügirbajew (1993–1997) - Uälichan Qainasarow (1998–1999) - Ömirsaq Ametuly (1999–2003) - Muchit Älijew (2003–2006) - Äli Bektajew (2006–2008) - Beibit Sysdyqow (2008–2009) | - Qairat Moldasseitow (2009–2012) - Älipbek Össerbajew (2012–2013) - Baqytschan Äschirbekow (2013–2014) - Älipbek Össerbajew (2014–2017) - Taschibek Mussajew (2017–2018) - Älipbek Össerbajew (2018–2019) - Raschid Ajupow (2019–2021) - Nurbol Turaschbekow (seit 2021) |

## Kultur und Sehenswürdigkeiten
Im Stadtzentrum von Türkistan befinden sich zahlreiche historische Bauwerke, darunter Mausoleen und Moscheen. Diese architektonischen und archäologischen Denkmäler liegen zum größten Teil auf dem Gelände der historischen Stadt und sind seit 1986 zusammengefasst im Freilichtmuseum Äsiret Sultan. Das wohl bekannteste Bauwerk in der Stadt ist das Mausoleum von Hodscha Ahmad Yasawi, Grabstätte von Ahmed Yesevi und Ablai Khan. In Auftrag gegeben wurde es vom mongolischen Herrscher und Eroberer Timur, der damit ein kleineres Mausoleum für den Dichter und Sufi-Meister Ahmed Yesevi ersetzen wollte. Das Bauwerk, das nach dem Tod Timurs 1405 nicht vollendet wurde, stellt heute eines der am besten erhaltenen Zeugnisse timuridischer Architektur dar. Am Mausoleum von Yesevi erprobte Timur Bautechnik und Dekorkunst, die später in seiner Hauptstadt Samarkand erstrahlen sollte. 2003 wurde es als erstes Bauwerk in Kasachstan überhaupt in die Liste des Weltkulturerbes der UNESCO aufgenommen.
Unmittelbar gegenüber befindet sich das Mausoleum von Rabia Sultan Begim aus dem 15. Jahrhundert. Architektonisch ist es eng angelehnt an das Mausoleum von Yasawi, gleichzeitig ist die Bauqualität des Mausoleums an den Fassaden deutlich unterlegen, was den deutlichen Rückgang der Bauqualität in Turkestan im 15. Jahrhundert widerspiegelt. In der Krypta unter dem Bauwerk befinden sich die Überreste von Rabia, der Ehefrau von Abu'l-Chair, eines Khan der Usbeken im 15. Jahrhundert. Errichtet wurde das Mausoleum von ihren Söhnen. 1895 wurde es fast zerstört, da das russische Militär die Mauern abbaute und die Kuppel abriss. Erst einhundert Jahre später wurde das Bauwerk rekonstruiert und restauriert. Zwölf Meter südlich des Mausoleums von Yasawi befinden sich die Überreste des Mausoleums von Yesim Khan. Es stammt aus dem 17. Jahrhundert und dient als Grabstätte von Yesim Khan, einem Herrscher des Kasachen-Khanats. Größtenteils zerstört wurde es offenbar gegen Ende des 18. oder zu Beginn des 19. Jahrhunderts; eine Rekonstruktion ist aufgrund des Ausmaßes der Zerstörung nicht mehr möglich. Nordöstlich dieser drei Mausoleen schließen sich die erhaltenen Überreste der Befestigung der Zitadelle an.

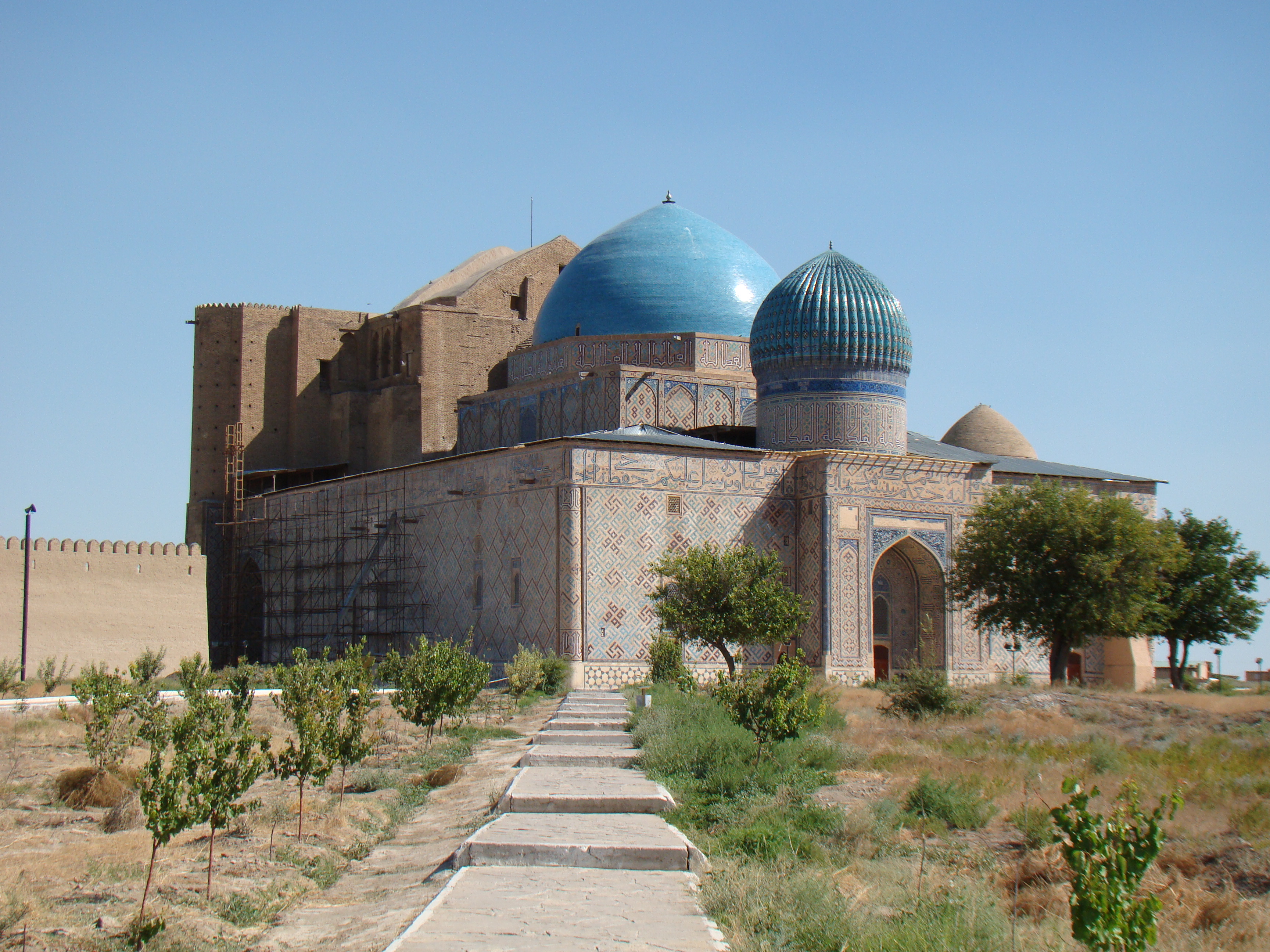
Mausoleum von Hodscha Ahmad Yasawi
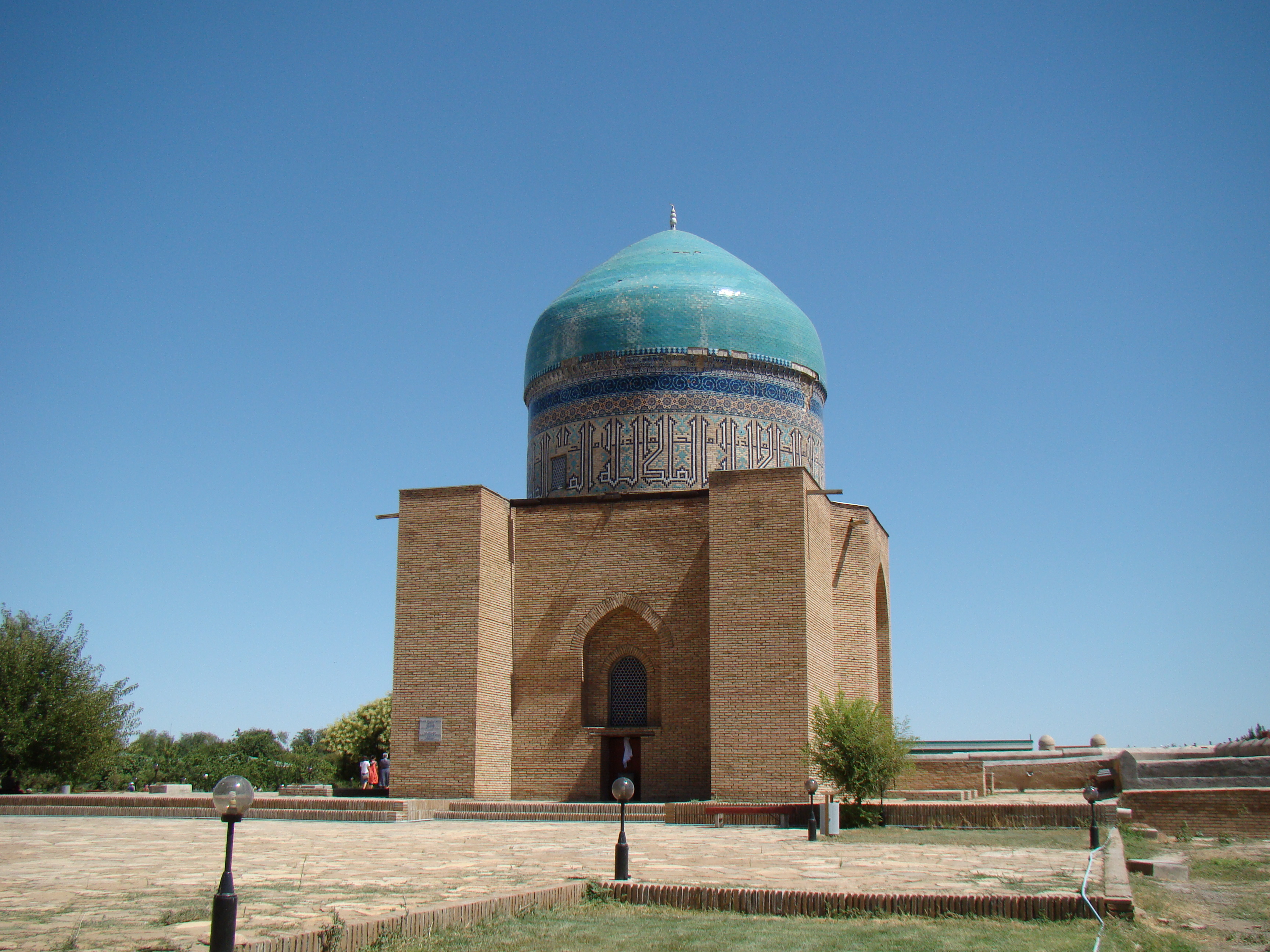
Mausoleum von Rabia Sultan Begim
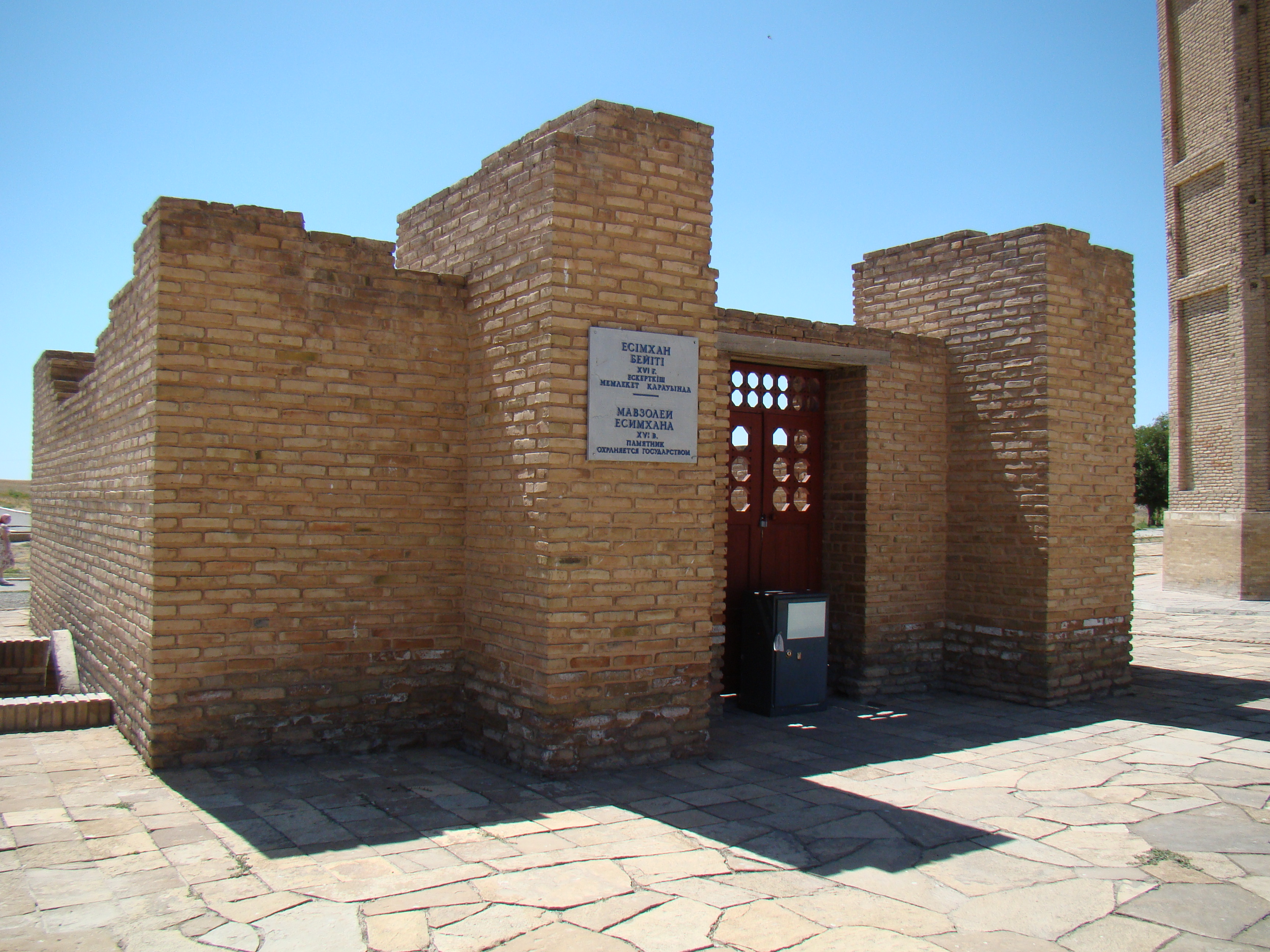
Überreste des Mausoleums von Yesim Khan
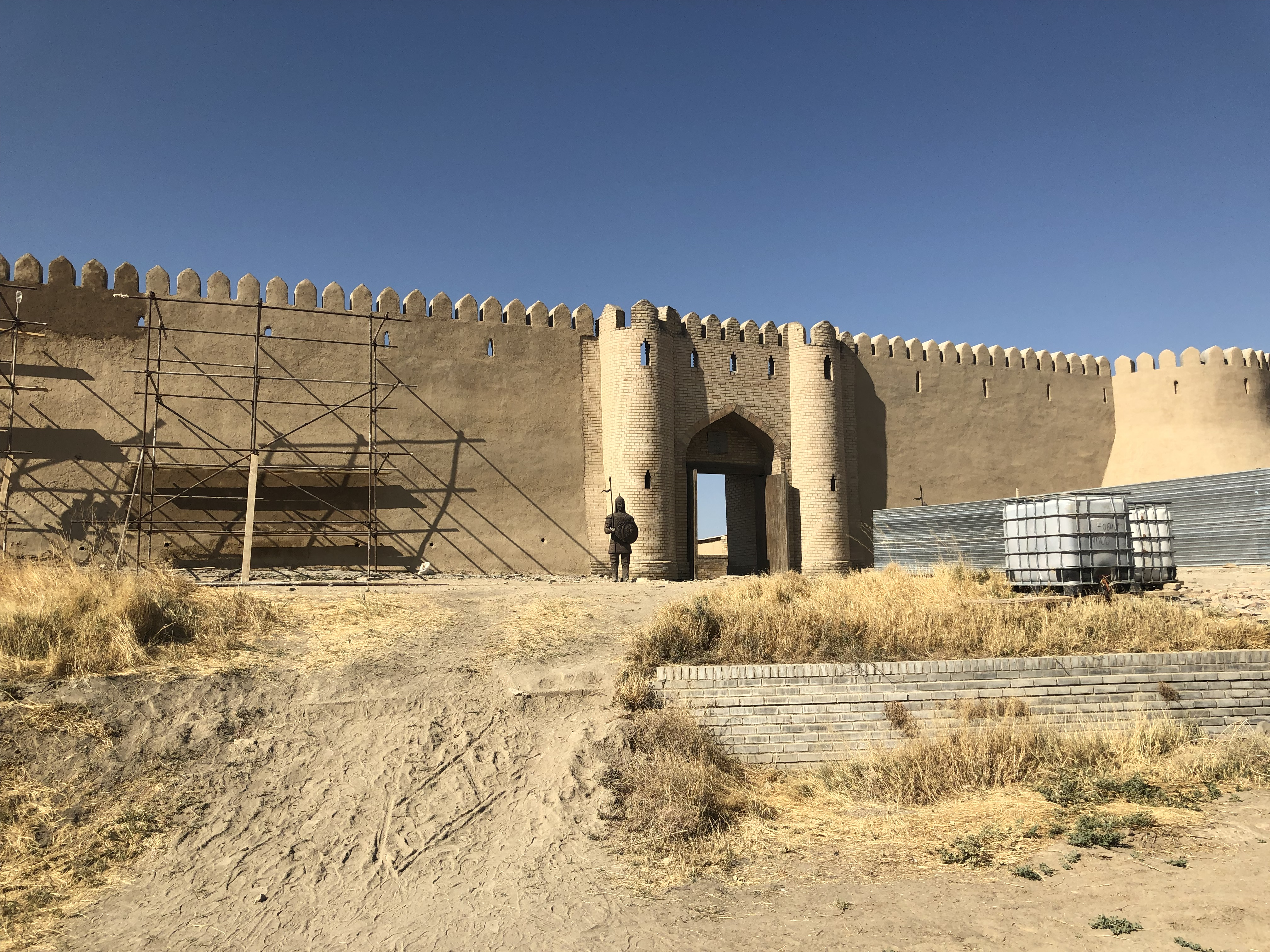
Erhaltene Überreste der Mauern der Zitadelle
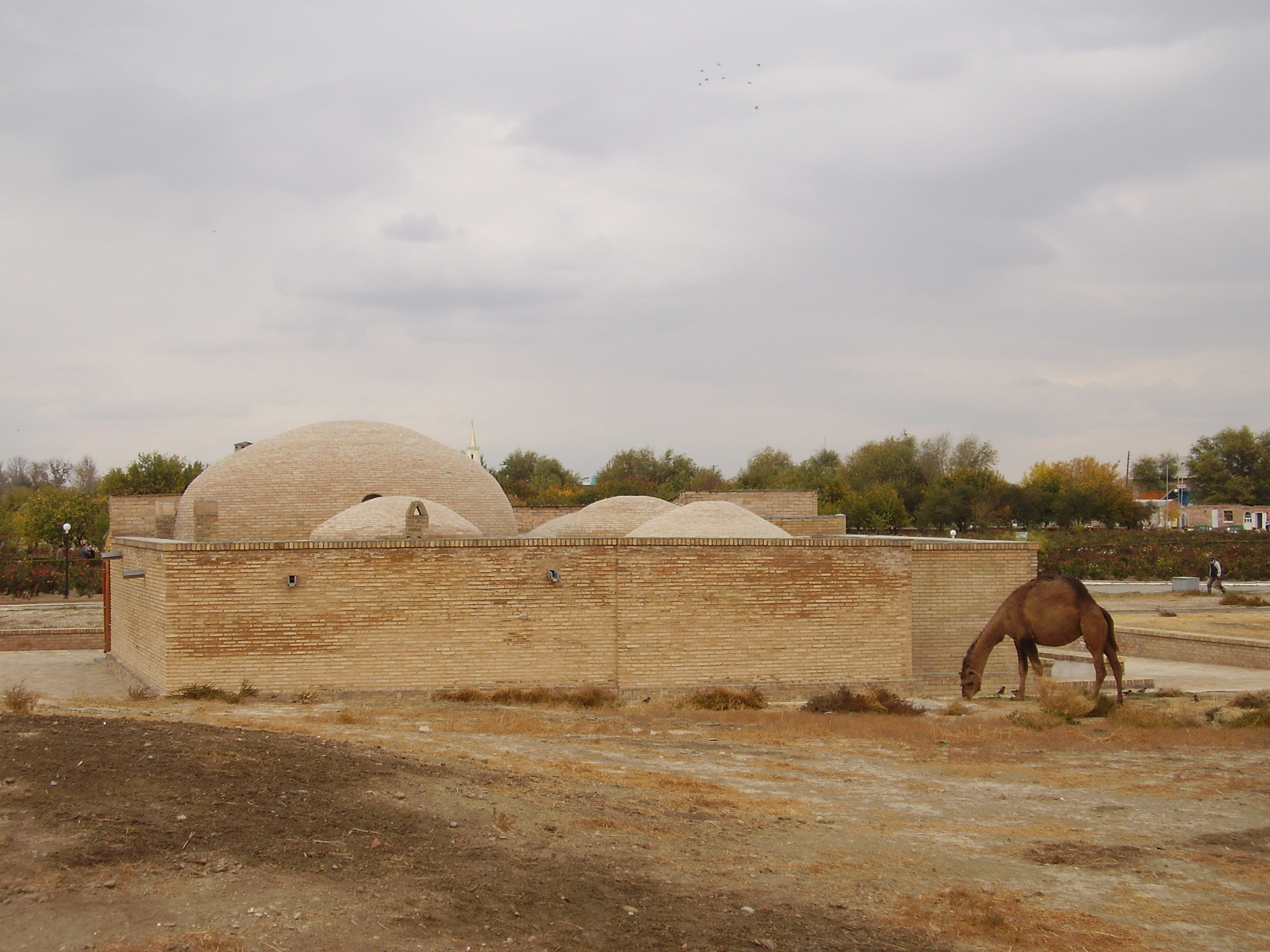
Orientalisches Bad

Etwas entfernt liegt ein orientalisches Badehaus aus dem 16. Jahrhundert. Das halbunterirdische Bauwerk besitzt mehrere Kuppeln und besteht aus gebrannten quadratischen Ziegeln; die Fassaden sind nicht dekoriert. Es verfügt über neun Räume unterschiedlicher Größe und mit unterschiedlichen Funktionen, auch deren Bauzeit unterscheidet sich. Das Denkmal wurde 1979 restauriert. Die Schuma-Moschee befindet sich im ehemaligen historischen Zentrum der Stadt. Sie besteht aus einem einzigen Raum mit rechteckigem Grundriss und einem Flachdach, sie stammt aus dem 19. Jahrhundert. Das Bauwerk wurde 1980 restauriert, heute wird sie nicht mehr als Moschee genutzt. Gleich daneben liegt die Hilvet-Moschee, eine unterirdische Moschee. Sie geht auf die von Hodscha Ahmed Yesevi im 12. Jahrhundert gegrabene Einsiedlerzelle zurück, wurde größtenteils im 15. bis 16. Jahrhundert errichtet und von Yesevis Anhängern als Ort für rituelle Zeremonien genutzt. In den 1940er Jahren wurde sie von der örtlichen Verwaltung größtenteils zerstört, da man ihre Ziegel für den Bau einer Molkerei verwendete. Später wurde sie wieder rekonstruiert. Etwas weiter südlich liegen die Überreste der antiken Siedlung Kultobe.

## Wirtschaft und Infrastruktur

### Verkehr
Durch die Stadt führt die Trans-Aral-Eisenbahn, die Orenburg in Russland mit Taschkent in Usbekistan verbindet. Durch die Stadt verläuft die M32, die im Westen Kasachstans ihren Anfang hat und nach Schymkent führt.
Im September 2020 wurde einige Kilometer nördlich der Stadt ein neuer Verkehrsflughafen eröffnet. Mit einer Bauzeit von nur etwa einem Jahr gehört der Flughafen Türkistan-Hazret Sultan zu den am schnellsten gebauten Flughäfen weltweit. Zunächst werden von Türkistan aus nur inländische Verbindungen nach Almaty und Astana angeboten.

### Bildung
In der Stadt ist die Ahmed-Yesevi-Universität beheimatet.

## Söhne und Töchter der Stadt
- Vasit Vakhidov (1917–1994), usbekisch-sowjetischer Chirurg und Wissenschaftler
- Igor Girsanow (1934–1967), sowjetischer Mathematiker
- Altai Kölginow (* 1978), Politiker
- Beksat Sattarchanow (1980–2000), Boxer
- Ömirsaq Schökejew (* 1964), Politiker
- Säken Bibossynow (* 1997), Boxer